# République socialiste soviétique de Lettonie
Cet article concerne l'État créé en 1940, composante de l'URSS de son annexion la même année jusqu'en 1990. Pour l'État fantoche d'entre 1918 et 1920, voir République soviétique socialiste de Lettonie.
 (juillet 2024).
Si vous disposez d'ouvrages ou d'articles de référence ou si vous connaissez des sites web de qualité traitant du thème abordé ici, merci de compléter l'article en donnant les références utiles à sa vérifiabilité et en les liant à la section « Notes et références ».
Pour un article plus général, voir Occupation et annexion des pays baltes.
1940–1941
1944–1990
Entités précédentes :
- République de Lettonie

Entités suivantes :
- République de Lettonie

La république socialiste soviétique de Lettonie (en abrégé RSS de Lettonie ; en letton : Latvijas Padomju Sociālistiskā Republika ; en russe : Латвийская Советская Социалистическая Республика, Latviïskaïa Sovietskaïa Sotsialistitcheskaïa Respoublika ; littéralement « république socialiste des conseils de Lettonie / lettonne ») est l'une des quinze républiques socialistes membres de l'Union soviétique entre 1940 et 1941 puis entre 1944 et 1990. 

## Histoire
À la suite des accords du Pacte germano-soviétique, la Lettonie est envahie par l'Union des républiques socialistes soviétiques (URSS) le 17 juin 1940 (en même temps que la Lituanie et l'Estonie). Le 21 juillet 1940, la RSS de Lettonie est proclamée, mais il faut attendre le 5 août 1940 pour que son annexion devienne formelle. Elle est un État fantoche de l'URSS.
À partir de juillet 1941, son territoire est occupé par le Troisième Reich qui commence son invasion à grande échelle de l'URSS (Opération Barbarossa), après la rupture du Pacte germano-soviétique. En manque de soldats face à l'Armée Rouge sur le front de l'Est, l'Allemagne nazie recrute jusqu'à plus de 100 000 hommes, dans un pays qui en compte à peine deux millions, pour gonfler les rangs de la Wehrmacht et poursuivre son invasion. Un nombre important de Lettons participent aux rafles qui visent les juifs du pays. On estime que la quasi-totalité des juifs de Lettonie, soit près de 70 000 personnes, sont assassinés durant la guerre. Finalement, en 1944, la Lettonie redevient, sous la contrainte, une République socialiste soviétique (RSS).
Le pays reste sous giron soviétique et est dirigé d'une main de fer par le Parti communiste de Lettonie (PCL) jusqu'à son indépendance, en 1991.

## Économie
La période soviétique voit la reconstruction des industries automobile (Rīgas Autobusu Fabrika) et des usines électrotechniques (Valsts Elektrotehniskā Fabrika) ainsi que des oléoducs et le port pétrolier de Ventspils. 
Le PIB par habitant de la RSS de Lettonie est bien supérieur à la moyenne du reste de l'URSS, qui est alors de 6 871 $.

## Indépendance
La république socialiste soviétique de Lettonie redevient la république de Lettonie (en letton : Latvijas Republika) après la proclamation d'indépendance le 4 mai 1990.

## Secrétaires généraux du Comité central du Parti communiste de Lettonie
- 21 décembre 1940 – novembre 1959 : Jānis Kalnbērziņš
- Novembre 1959 – 15 avril 1966 : Arvīds Pelše
- 15 avril 1966 – 14 avril 1984 : Augusts Voss
- 14 avril 1984 – 4 octobre 1988 : Boriss Pugo
- 4 octobre 1988 – 7 avril 1990 : Jānis Vagris
- 7 avril 1990 – 24 août 1991 : Alfrēds Rubiks